# Taeniacanthidae
De Taeniacanthidae vormen een familie uit de orde van de Poecilostomatoida.  De Poecilostomatoida zijn een orde in de onderklasse van de Copepoda (Eenoogkreeftjes) in de stam der Arthropoda (Geleedpotigen).

## Geslachten
- Anchistrotos
- Biacanthus
- Caudacanthus
- Cirracanthus
- Clavisodalis
- Echinirus
- Haemaphilus
- Irodes
- Metataeniacanthus
- Nudisodalis
- Phagus
- Pseudotaeniacanthus
- Scolecicara
- Taeniacanthodes
- Taeniacanthus
- Taeniastrotos
- Tucca
- Umazuracola